# Helen Fraser
Helen Miller Fraser, más tarde Moyes (14 de septiembre de 1881 - 2 de diciembre de 1979), fue una sufragista escocesa, feminista, pedagoga, y política del Partido Liberal (Reino Unido), que más tarde emigró a Australia.

## Antecedentes
Fraser nació en Leeds, Yorkshire, de padres escoceses. Fue educada en la Escuela Superior, Queen's Park, de Glasgow. Abrió un estudio en Glasgow especializado en ilustración en blanco y negro y bordado.

## Carrera política

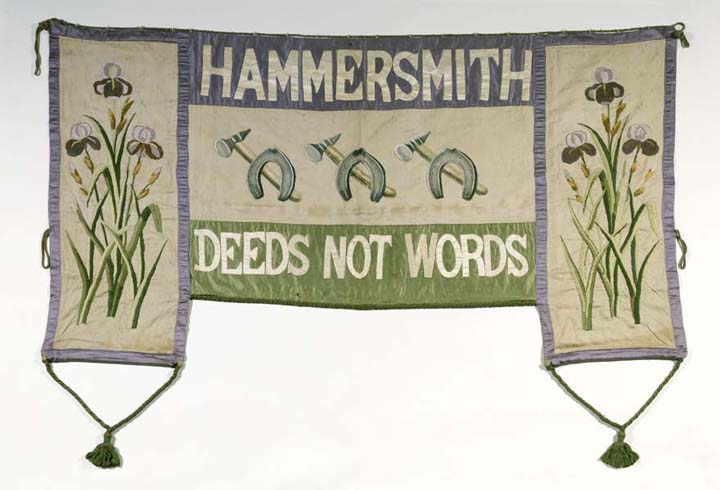
Estandarte de la WSPU «Deeds Not Words» («Obras, No Palabras»)

Se unió a la Unión Social y Política de las Mujeres (WSPU) después de escuchar a Theresa Billington-Greig en Glasgow.  Viajó a Inglaterra para ayudar a la campaña de la WSPU en las elecciones parciales de Huddersfield de 1906. Se convirtió en tesorera de la WSPU de Glasgow y en organizadora escocesa de la WSPU, una de las cincuenta y ocho ramas fundadas en el Reino Unido. El 20 de diciembre de 1906, con Flora Drummond, Fraser y otras tres personas intentaron entrar en el vestíbulo de extranjeros del Parlamento, y después de una escaramuza Drummond fue arrestada. En 1907, Fraser organizó la campaña de la WSPU, usando folletos publicitarios de prensa sobre los manifestantes «aplastadas por la policía montada contra los rieles de la abadía, y pisoteadas bajo sus cascos de caballo». Fraser tuvo la ayuda de Mary Elizabeth Phillips  en East Fife y durante las elecciones parciales de 1907 en Aberdeen Sur, conoció a Adela Pankhurst con quien mantuvo una estrecha amistad durante toda su vida. Su hermana Annie, junto con Maggie Moffat, se convirtió en una de las primeras sufragistas escocesas en ser arrestada. En 1907, Janie Allan, influenciada por Fraser y Theresa Billington-Greig habló sobre la actividad de las sufragistas y organizó una gran reunión de la WSPU en St. Andrew's Hall, Glasgow.
Fraser también tuvo un papel prominente en la campaña electoral de Hexham de 1907 de la WSPU, por la que fue elogiada por el Daily Mail. Trabajó con Rachel Barrett, Elsa Gye y Mary Gawthorpe durante las elecciones parciales de Dundee del año siguiente. En 1908, Fraser asistió a la «reunión monstruosa» del «Women's Sunday» y escribió a Isabel Seymour que fue «exitosa pero no completamente satisfactoria», Fraser estimó que medio millón de personas asistieron —un número apoyado por las estimaciones de The Times— pero dijo que en tres de las plataformas de oradores «había mucho alboroto» y dijo «me pareció que la masa de gente era simplemente curiosa —no opuesta— simplemente indiferente». Fraser también se estaba desilusionando con las tácticas violentas de las militantes de la WSPU. Criticó las acciones de un miembro de la UEPM que rompió las ventanas del Primer ministro del Reino Unido Herbert Henry Asquith. Renunció a la UMPM poco después, y fue contactada por la Unión Nacional de Sociedades de Sufragio Femenino (NUWSS) aceptando trabajar para ellos. Fue miembro del comité ejecutivo nacional de la NUWSS durante catorce años.
Fraser era eficaz como orador público y tenía compromisos de discurso no sólo en Escocia, sino en todo el Reino Unido. En un período de un año (1908-1909), sus reuniones recaudaron un total de 56,19,10 libras esterlinas para el NUWSS. En 1912, habló en una reunión en Cambridge organizada por la Asociación del Sufragio Femenino de Cambridge, celebrada durante un curso de Conferencias de Extensión Universitaria. En 1915, actuó como secretaria honoraria temporal de la Sociedad de Sufragio de Mujeres de Penarth.
Durante la Primera Guerra Mundial, trabajó como comisionada del Comité Nacional de Salvamento de la Guerra. Fue adscrita en la Junta de Agricultura para persuadir a las mujeres a trabajar en la tierra. En 1917, por sugerencia de Millicent Fawcett, fue incluida por el Gobierno de la UM como parte de la Misión Oficial de Guerra Británica en los Estados Unidos, para hablar sobre el esfuerzo bélico de Gran Bretaña. Viajó a través de 40 estados y habló 332 veces en 312 días. En 1918, a su regreso a Gran Bretaña, se publicó su libro de la gira Women and War Work.
En 1918, cuando las mujeres obtuvieron el derecho a presentarse como candidatas parlamentarias, dirigió su atención a la campaña para elegir a las mujeres como miembros del Parlamento. Habló en Cardiff en nombre del Comité Conjunto para la incorporación de las mujeres al Parlamento. No se presentó a las elecciones generales de 1918. Desempeñó un papel activo en los asuntos de varias organizaciones; fue miembro del Comité Ejecutivo, de la organización sucesora de la NUWSS, la Unión Nacional de Sociedades de Sufragio Femenino, fue miembro del Comité de Intereses Comunes de la Unión de Habla Inglesa, participó en la Reunión de las Misiones de Guerra Británicas en Estados Unidos, fue miembro del Consejo para la Sociedad de las Naciones de Sufragio femenino y fue miembro del Instituto Británico de Asuntos Internacionales.
Sus esfuerzos durante la guerra y después de ella llamaron la atención del Primer ministro David Lloyd George y se unió a su organización Liberal Nacional. En 1922, fue la primera mujer adoptada en Escocia como candidata oficial al parlamento cuando fue seleccionada como candidata del Partido Liberal Nacional para la División Govan de Glasgow para las elecciones generales de 1922.  Fue una de las tres únicas mujeres candidatas (todas liberales) que se presentaron a las elecciones generales en Escocia. Govan era un escaño seguro para los laboristas y no se esperaba que ganara. Fraser fue un miembro destacado de la Asociación de Glasgow y el Oeste de Escocia para el Sufragio Femenino (GWSAWS). Tenía el respaldo de GWSAWS para estar en Govan en la plataforma del manifiesto Liberal. Esta plataforma incluía el establecimiento de pensiones de viudedad y una franquicia igualitaria para las mujeres. Durante su campaña criticó a su oponente masculino del Partido Laborista «la apropiación de nuestros ideales y políticas feministas».
En 1923 fue a París, Francia, para asistir a la conferencia de la Alianza Internacional de Mujeres como delegada del NUWSS. Más tarde, en 1923, tras la reunión entre Lloyd George y Asquith, cambió de circunscripción electoral para presentarse como candidata del partido liberal para la División Hamilton de Lanarkshire en las elecciones generales de 1923. Aunque también era miembro del partido laborista, se creía que sus perspectivas aquí eran un poco mejores. Sin embargo, los abusos y calumnias del candidato del Partido Laborista, Duncan Macgregor Graham, hicieron que la experiencia fuera completamente desagradable.
Su última invitación política fue para luchar en las elecciones parciales de 1924 en Glasgow Kelvingrove, pero el candidato conservador Walter Elliot era un amigo, y ella sabía que podía conseguir suficientes votos para que él perdiera el escaño, así que se negó y abandonó la idea de una carrera en la política. Fraser se mudó entonces a Londres, ganando dinero con artículos independientes sobre temas de mujeres. Fue elegida para el Consejo del distrito de Kensington, como miembro por siete años.

## Vida personal
Mientras vivía en Londres, Fraser estuvo en contacto con un viejo amigo llamado James Moyes que había emigrado a Australia. Su esposa había muerto, y le pidió a Fraser que se casara con él varias veces antes de que ella aceptara. Ella emigró a Sídney en 1938 o 1939. A finales de su vida escribió una autobiografía, titulada A Woman in a Man's World («Una mujer en un mundo de hombres»), que se publicó en 1971. Fraser murió en Australia en 1979.

## Publicaciones
- Women and War Work por Helen Fraser 1918
- A Woman in a Man's World por Helen Moyes 1971